# Birmańska Armia Narodowa
Birmańska Armia Narodowa (bir. Bama Tatmadaw) – siły zbrojne marionetkowego rządu Birmy podporządkowane armii japońskiej, powstałe po rozwiązaniu Armii Niepodległości Birmy, która przy pomocy Japonii miała uwolnić kraj spod panowania brytyjskiego.

## Geneza
Po otwarciu w 1940 r. drogi birmańskiej do Chin, wzrosło zainteresowanie Japonii rozszerzeniem swoich wpływów w Azji Południowo-Wschodniej. Wiązało się to głównie ze zwiększeniem brytyjskiej pomocy wojskowej dla walczących z Japończykami Chińczyków. Pułkownik Suzuki Keiji, oficer sztabowy w najwyższym dowództwie japońskim w Tokio, dostał zadanie opracowania strategii opanowania tej części Azji. W tym czasie Japończycy niewiele wiedzieli o Birmie, ale mieli kontakty z kilkoma birmańskimi działaczami nacjonalistycznymi. We wrześniu 1940 r. płk S. Keiji sekretnie udał się do Birmy, spotykając się z Thakinem Kodawem Hmaingiem i Thakinem Mya. Japończycy później nawiązali także kontakt z birmańskim aktywistą studenckim przebywającym od niedawna w Chinach Aung Sanem. Pułkownik S. Keiji i A. San przybyli wspólnie do Tokio, gdzie – po rozmowach z przedstawicielami najwyższego dowództwa japońskiego – powołali w lipcu 1941 r. organizację Minami Kikan, która miała wspierać birmańskich nacjonalistów. Mieli oni być zwerbowani i przeszkoleni w Syjamie lub okupowanych Chinach, a następnie podjąć partyzancką walkę z Brytyjczykami. Aung San i pierwszych 29 działaczy organizacji młodzieżowych, tzw. Trzydziestu Towarzyszy, przeszli szkolenie wojskowe na japońskiej wyspie Hajnan. W celu działalności w Minami Kikan płk S. Keiji przyjął birmańskie imię Bo Mo Gyo.

## Birmańska Armia Niepodległościowa
Po wybuchu wojny Minami Kikan 28 grudnia 1941 r. ogłosiła oficjalnie w Bangkoku utworzenie Birmańskiej Armii Niepodległościowej (BIA) z Aung Sanem jako dowódcą i Ne Winem jako szefem sztabu. Liczyła ona początkowo 227 Birmańczyków i 74 Japończyków. Wchodzili oni w skład 7 niewielkich oddziałków, które uczestniczyły w japońskiej inwazji na Birmę w styczniu 1942 r. Wykonywały one zadania wywiadowcze, rozpoznawcze i sabotażowe, ale w kilku przypadkach walczyły też bezpośrednio z brytyjskimi wojskami. W tym czasie wzrosła ich liczebność. Po upadku Rangunu 8 marca, szeregi BIA gwałtownie się rozrosły. Kontynuowała ona dalszą walkę u boku japońskiej armii w toku dalszej kampanii. Część Birmańczyków zaczęła jednak uprawiać bandytyzm i atakować mniejszości etniczne (przede wszystkim Karenów), które pod angielskimi rządami cieszyły się samorządnością – podlegały bezpośrednio urzędowi Gubernatora, a nie rządowi kolonialnemu złożonemu z Birmańczyków. Dlatego wspierały one partyzantkę organizowaną przez Brytyjczyków, a żołnierzy BIA uważały za zdrajców. Zdecydowanie wrogie nastawienie obu stron wywoływało prześladowania i krwawe pacyfikacje, na które Karenowie odpowiedzieli w końcu powstaniem. Stopniowo zaczęły się też pogarszać stosunki między BIA i Japończykami. Birmańczycy tworzyli w zajętych miastach Birmy własną administrację, podczas gdy japońskie władze zamierzały ją ustanawiać na własnych warunkach. W rezultacie na wiosnę 1942 r. BIA została rozwiązana.

## Birmańska Armia Narodowa
Na miejsce BIA Japończycy 27 lipca 1942 r. powołali Birmańską Armię Obronną (BDA) liczącą ok. 3 tys. ludzi i podporządkowaną japońskiej 15 Armii. Byli oni szkoleni przez japońskich instruktorów, a następnie grupowani w bataliony, co trwało w 2 poł. 1942 r. W sierpniu 1943 r. Birma otrzymała od Japonii nominalną niepodległość z własnym rządem pod przewodnictwem Ba Mawa. Birmańska Armia Obronna została przemianowana na Birmańską Armię Narodową (BNA), na czele której stanął Aung San w stopniu generała majora (otrzymanego w marcu w Tokio wraz z Orderem Wschodzącego Słońca), jednocześnie sprawujący funkcję ministra obrony. Początkowo BNA składała się z siedmiu batalionów piechoty i pewnej ilości oddziałów wsparcia o łącznej liczebności ok. 11 tys. ludzi. Jeden batalion miał charakter kareński. BNA całkowicie podlegała armii japońskiej, np. nawet jej oficerowie mieli obowiązek salutować japońskim żołnierzom. BNA w liczbie ok. 15 tys. żołnierzy wzięła niewielki udział w operacjach japońskich w 1944 r. 

## Zmiana stron
Pomimo rzekomej suwerenności Birma znajdowała się w rzeczywistości pod japońską okupacją. Japończycy zachowywali się brutalnie i bezwzględnie, dlatego dosyć szybko większość Birmańczyków zaczęła występować przeciwko nim. Te nastroje dotarły także do BNA. Pomiędzy 1943 i 1944 r. dowództwo BNA nawiązało kontakty z różnymi birmańskimi grupami politycznymi, w tym też komunistami. W sierpniu 1944 r. Aung San wygłosił przemówienie radiowe, w którym nazwał niepodległość Birmy fikcją. Jednakże Japończycy nie zareagowali, gdyż bardzo cenili jego działalność. Jeszcze w tym samym miesiącu Aung San założył wraz z komunistami tajną Organizację Antyfaszystowską (AFO), w której przejął kierownictwo wojskowe. Za jej pośrednictwem, a także zorganizowanej przez Japończyków Arakańskiej Armii Obronnej, dotarł do ruchu oporu sponsorowanego przez Brytyjczyków pod nazwą Force 136. W grudniu 1944 r. AFO przekazało aliantom gotowość zorganizowania na obszarze Birmy powstania antyjapońskiego, w którym wzięłaby udział również BNA. Brytyjczycy nie byli jednak pewni, czy jest to dogodny moment do takiego wystąpienia i czy należy wesprzeć BNA. Pomimo tego na pocz. 1945 r. doszło w centralnej Birmie do pierwszych wystąpień przeciwko wycofującym się Japończykom. Pod koniec marca został zajęty Rangun opuszczony bez walki przez wojska japońskie. 27 marca otwarcie zadeklarowano wojnę z Japończykami. Oddziały BNA zostały rozmieszczone po całym terytorium kraju z podziałem na 10 regionalnych dowództw. Przejęły one kontrolę nad większością głównych miast. Część z nich otrzymywała broń i jedzenie od wojsk alianckich działających w ich rejonie. Brytyjczycy mieli niejednoznaczny stosunek do Aung Sana. W odróżnieniu od Force 136 niektórzy wyżsi oficerowie z Dowództwa Azji Południowo-Wschodniej chcieli go postawić przed sądem za jego przedwojenną działalność; był wówczas ścigany listem gończym.

## Współpraca z aliantami
15 maja 1945 r. Aung San spotkał się z gen. Williamem Slimem, dowódcą brytyjskiej 14 Armii działającej na obszarze Birmy. Miał nadzieję, że BNA zostanie zaakceptowana jako formacja aliancka. Jednakże Brytyjczycy zażądali rozbrojenia jej na obszarach, gdzie walki się już zakończyły. Oficerowie i żołnierze mieli wejść w skład nowej Armii Birmańskiej podległej Brytyjczykom. Aung San zgodził się na to i BNA została przemianowana na Patriotyczne Oddziały Birmańskie. Wzięły one jeszcze udział w wyzwalaniu południowej części Birmy. Po zakończeniu działań wojennych część b. żołnierzy BNA wstąpiło do stworzonej przez Aung Sana milicji podporządkowanej partii PVO.
Istnieją kontrowersje co do liczebności Birmańskiej Armii Narodowej. W literaturze spotyka się informacje mówiące, że liczyła ona ok. 50 tys. ludzi w 1943 r. i aż ok. 200 tys. ludzi pod koniec swojego istnienia. Najprawdopodobniej nigdy jednak nie osiągnęła takiego stanu liczebnego, a powyższe liczby istniały tylko na papierze.